# Asō Takeharu
Det här är en artikel om en person med japanskt personnamn; Asō är familjenamnet.
Asō Takeharu (麻生 武治), född 21 november 1899 i Tokyo, död 30 maj 1993, var en japansk längdåkare. Vid olympiska vinterspelen 1928 i Sankt Moritz bröt han femmilen.